# IGA U.S. Indoor Championships 1999 - Qualificazioni doppio
Le qualificazioni del doppio  dell'IGA U.S. Indoor Championships 1999 sono state un torneo di tennis preliminare per accedere alla fase finale della manifestazione. I vincitori dell'ultimo turno sono entrati di diritto nel tabellone principale. In caso di ritiro di uno o più giocatori aventi diritto a questi sono subentrati i lucky loser, ossia i giocatori che hanno perso nell'ultimo turno ma che avevano una classifica più alta rispetto agli altri partecipanti che avevano comunque perso nel turno finale.

## Giocatrici

### Teste di serie
1. Sandra Cacic /  Aleksandra Olsza (ultimo turno)

1. Kim Grant /  Lilia Osterloh (secondo turno)

### Qualificate
1. Annabel Ellwood /  Brie Rippner

## Tabellone qualificazioni

### Legenda
| - Q = Qualificato - WC = Wild card - LL = Lucky loser | - ALT = Alternate - SE = Special Exempt - PR = Protected Ranking | - w/o = Walkover - r = Ritirato - d = Squalificato |

|  | Primo turno | Primo turno                     | Primo turno                     |                              |                              | Secondo turno | Secondo turno | Secondo turno |  |  | Ultimo turno | Ultimo turno                  | Ultimo turno |
|  |             |                                 |                                 |                              |                              |               |               |               |  |  |              |                               |              |
|  | 1           | Sandra Cacic Aleksandra Olsza   |                                 |                              |                              |               |               |               |  |  |              |                               |              |
|  |             | Bye                             |                                 |                              |                              |               |               |               |  |  |              |                               |              |
|  |             | 1                               | Sandra Cacic Aleksandra Olsza   | 6                            |                              |               |               |               |  |  |              |                               |              |
|  |             |                                 |                                 | 6                            |                              |               |               |               |  |  |              |                               |              |
|  |             |                                 | Tara Snyder Alexandra Stevenson | 3r                           |                              |               |               |               |  |  |              |                               |              |
|  |             | Tara Snyder Alexandra Stevenson | Tara Snyder Alexandra Stevenson | 3r                           |                              |               |               |               |  |  |              |                               |              |
|  |             |                                 |                                 |                              |                              |               |               |               |  |  |              |                               |              |
|  |             | Bye                             |                                 |                              |                              |               |               |               |  |  |              |                               |              |
|  |             |                                 |                                 |                              |                              |               |               |               |  |  | 1            | Sandra Cacic Aleksandra Olsza | 7            |
|  |             |                                 |                                 | Annabel Ellwood Brie Rippner | 9                            |               |               |               |  |  |              |                               |              |
|  |             | Annabel Ellwood Brie Rippner    | 8                               |                              |                              |               |               |               |  |  |              |                               |              |
|  |             | Tracy Singian Jackie Trail      | 4                               |                              |                              |               |               |               |  |  |              |                               |              |
|  |             | Tracy Singian Jackie Trail      | 4                               |                              | Annabel Ellwood Brie Rippner | 8             |               |               |  |  |              |                               |              |
|  |             |                                 |                                 |                              | Annabel Ellwood Brie Rippner | 8             |               |               |  |  |              |                               |              |
|  |             | 2                               | Kim Grant Lilia Osterloh        | 6                            |                              |               |               |               |  |  |              |                               |              |
|  |             | 2                               | Kim Grant Lilia Osterloh        | 6                            | Bye                          |               |               |               |  |  |              |                               |              |
|  |             |                                 |                                 |                              |                              |               |               |               |  |  |              |                               |              |
|  | 2           | Kim Grant Lilia Osterloh        |                                 |                              |                              |               |               |               |  |  |              |                               |              |